# Ex-Hacienda de Solís
Ex-Hacienda de Solís är en småstad och gammal kurort (hacienda) i kommunen Temascalcingo i delstaten Mexiko i Mexiko. Samhället hade 2 050 invånare vid folkräkningen 2020.